# Hüntwangen
Hüntwangen is een gemeente en plaats in het Zwitserse kanton Zürich, en maakt deel uit van het district Bülach.

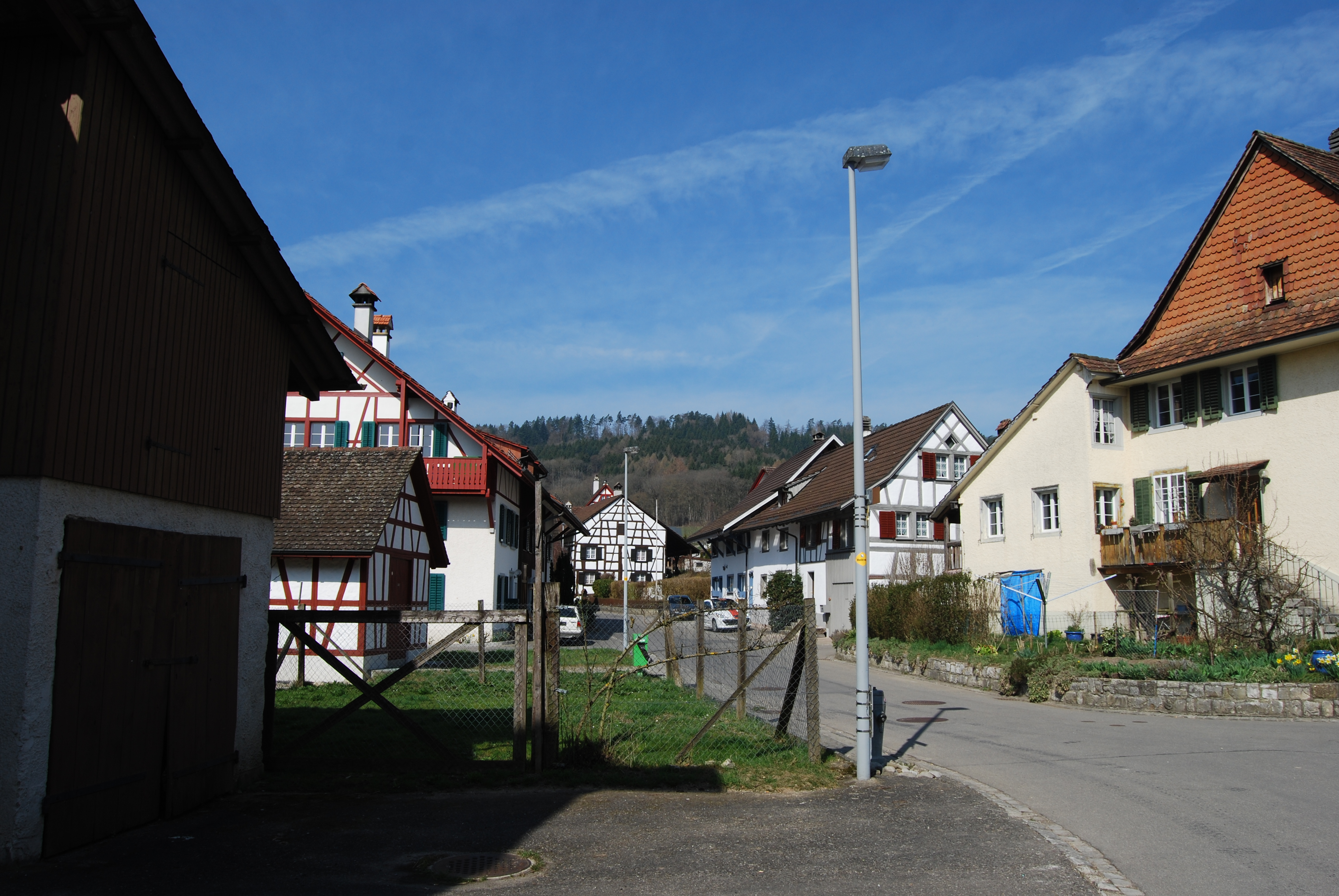
Hüntwangen

Hüntwangen telt 920 inwoners.